# Tulostoma granulosum
Tulostoma granulosum är en svampart som beskrevs av Lév. 1842. Tulostoma granulosum ingår i släktet Tulostoma och familjen Agaricaceae.  Utöver nominatformen finns också underarten magnusianum.